# Пражский союз

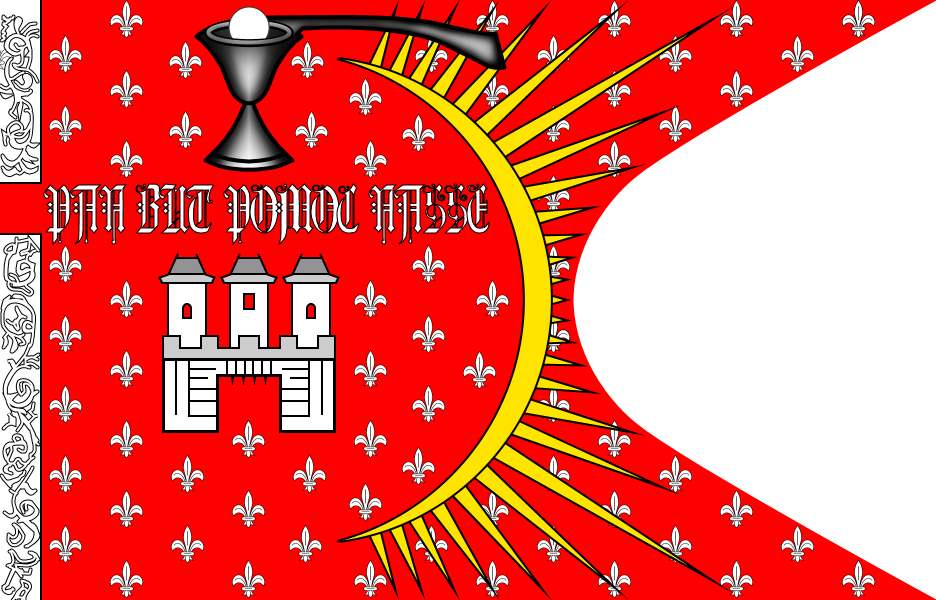
Графическая реконструкция знамени защитников Праги (1477 г.). Оригинальное знамя было захвачено в 1649 году шведскими войсками, сегодня оно в плохом состоянии находится в военном музее в Стокгольме.

Пражский союз (чешск. Pražský svaz) или также Пражский городской союз — гуситская группа городов и дворян, сформированная весной 1421 года, когда Ян Жижка из Троцнова вместе с пражанами контролировал ряд городов в восточной Чехии. Пражский союз распался после конфликта с Яном Жижкой и был разгромлен им 7 июня 1424 года в битве при Малешове. Наиболее важными деятелями Пражского общества были проповедник Ян Желивский и губернатор Дивиш Боржек из Милетинека. Центром союза являлись Старый и Новый города Праги.

## История

### Истоки гуситов в Праге

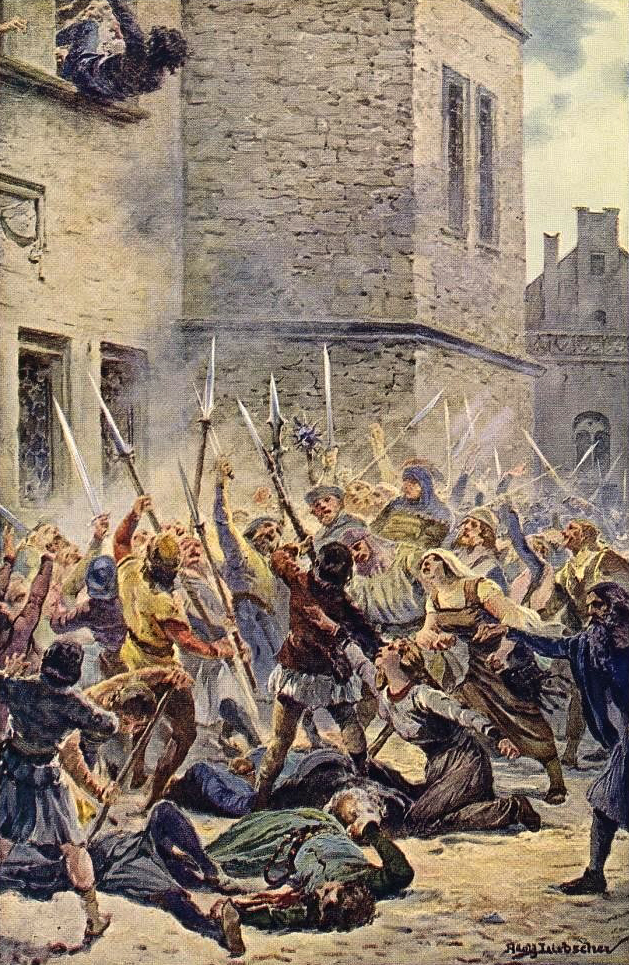
Первая пражская дефенестрация на картине Адольфа Либшера

Как город, где проповедовали первые гуситские священники и где располагался Карлов университет, Прага стала первым центром гуситского движения на чешских землях. После того, как в Чехию пришла весть о сожжении Яна Гуса, проповедник Ян Желивский приобрел в городе большую популярность (особенно среди городской бедноты). Король Вацлав IV под давлением своего брата Сигизмунда 6 июля 1419 года назначил новых советников в Новой ратуше, которые резко выступили против гуситов в городе. Это вызвало бурю негодования в Праге, возмущённая толпа во главе с Желивским ворвалась в ратушу и убила советников, выбросив их в окна. Узнав об этих тревожных сообщениях, король Вацлав умер 16 августа от инсульта в Новом замке недалеко от Кунратице. Столица, в которую стекаются гуситы со всей страны, охвачена анархией, вспыхивает волна иконоборчества, убивающая многие пражские церкви и монастыри. Вдова, королева Зофия, вместе с ведущими чешскими панами создаёт объединение по защите страны, которое должно было защищать мир в стране до прибытия брата Вацлава Сигизмунда. Старый город Праги также присоединяется к этому объединению. Сельские гуситы во главе с Яном Жижкой и Бржежеком Швиховским покинули столицу в конце 1419 года и направились в Пльзень, чтобы протестовать против этого примирения между Прагой и Сигизмундом. После провала переговоров между Сигизмундом и гуситами из Богемии на Земельном собрании в Брно, Сигизмунд уехал во Вроцлав, где 17 марта 1420 года папский легат объявил первый крестовый поход против гуситов.

### Первый крестовый поход против гуситов
Король Сигизмунд во главе с 30 000 солдат отправился покорять мятежную Богемию. Войска крестоносцев двинулись из Вроцлава в Чехию через район Клодзко, без боя заняли Градец-Кралове и направились в Прагу. Самый высокий бургграф Праги, Ченек из Вартемберка, переходит на сторону короля и выдает ему Пражский Град. Последняя попытка соглашения между Прагой и Сигизмундом в Кутна-Горе закончилась неудачей, поэтому столица призывает на помощь сельских гуситов, особенно лагерей Жижки, восточно-чешских оребитов, а также гуситов из Лоунов, Жатца и Сланов. В начале июля в Праге публикуются «Четыре пражские статьи», в которых резюмируется программа пражской и таборской партий. Города Праги окружают армия крестоносцев и Сигизмунд, на стороне которого также экипажи Пражского Града, и Вышеград торжественно входит в Пражский Град. 14 июля происходит битва при Виткове, в которой крестоносцы отбиваются при попытке занять стратегический холм Витков. Сигизмунд спешно коронован архиепископом Фехтским Конрадом как король Богемии и покидает город. Армия крестоносцев распалась без дальнейших боевых действий, и крестовый поход закончился. После коронации Сигизмунд Люксембургский не был принят королём преимущественно гуситским большинством страны. После поражения католиков между лагерями и жителями Праги возникают разногласия, и лагеря покидают столицу.

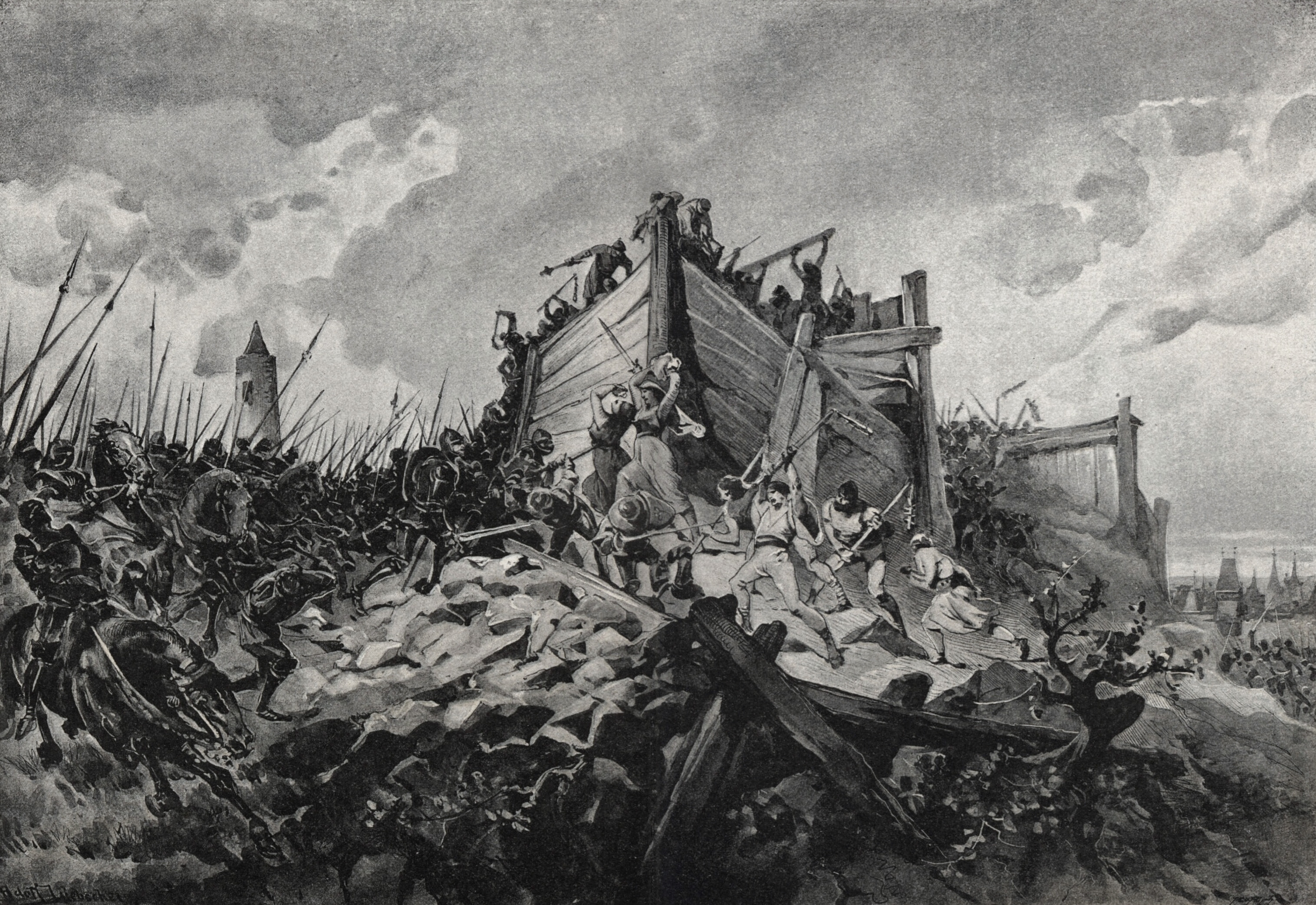
Адольф Либшер: битва при Виткове

### Основание Пражского союза
1 ноября королевская армия разбита пражанами и их союзниками в сражении при Вышеграде. Вышеград разграблен гуситами. Весной 1421 года при значительной помощи главы лагеря Яна Жижки постепенно образовалось Пражское городское объединение. Во время совместной кампании с лагерями жители Праги заняли многие города Восточной Чехии. 21 апреля между пражскими гуситами и архиепископом Конрадом Фехтинским было заключено соглашение, в котором архиепископ обязался соблюдать четыре пражские статьи и не признавать короля Сигизмунда. 3-7 июня в Чаславе состоялся Чаславский сейм, на котором было создано временное губернское правительство. У Праги было четыре представителя в правительстве провинции. Ян Желивский вместе с Яном из Пршибрана был избран судьёй по религиозным делам. На рубеже июня и июля радикальный священник Ян Желивский совершил переворот в обеих ратушах и, назначив советников из числа своих сторонников, взял под свой контроль оба пражских города. Пражская армия под командованием Желивского терпит поражение 6 августа во время кампании на севере в сражении при Мосте от наёмников Фридриха Мейсенского. Ян Желивский и его соратники были схвачены 9 марта 1422 года и казнены в Старой ратуше. Несмотря на сильное сопротивление бедноты, наступает конец радикального периода в Праге, и к власти приходят более умеренные гуситы.

### Распад союза

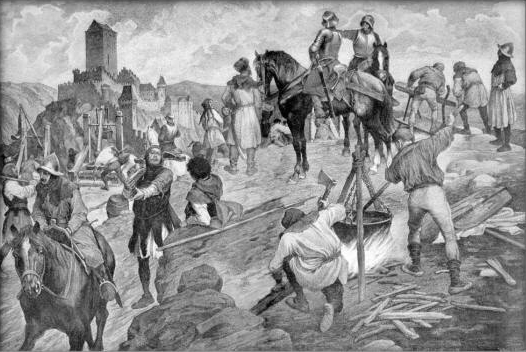
Венцеслав Черны. Пражане осаждают Карлштейн

В конце апреля по приглашению гуситских дипломатов на чешские земли прибыл Сигизмунд Корибутович, племянник великого князя литовского Витовта. На II Чаславском сейме литовский князь обязался соблюдать пункты Четырёх пражских статей и был признан Прагой и Табором в качестве главы государства. В мае месяце во главе пражской армии он осадил замок Карлштейн. Чтобы помочь осаждённому замку, кардинал Кастильоне и Бранденбургский маркграф попытались организовать крестовый поход, но из-за плохого руководства и координации действий он распался вскоре после пересечения чешской границы. Однако защитники Карлштейна выдержали осаду, и гуситы были вынуждены отступить. В начале 1423 года Витовт и король Польши Владислав II заключили договор с Сигизмундом Люксембургским, и Сигизмунд Корибутович был отозван из Богемии своим дядей. 

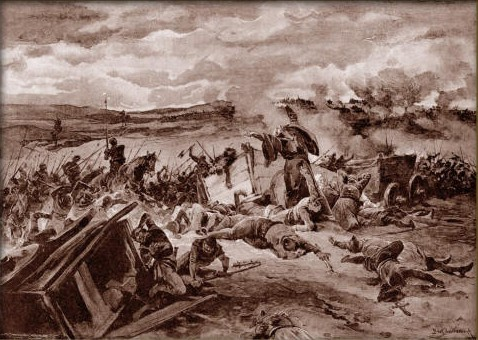
Адольф Либшер: Битва у Липан

В начале 1423 года гетман Ян Жижка поссорился с таборитами и начал создавать в восточной Чехии так называемый Новый или Малый Табор. Использовав отсутствие пражской армии, которая в это время находилась с походом в Моравии, Жижка, после заранее подготовленного соглашения с партией радикального священника Амброжа из Градца, взял под свой контроль Градец-Кралове, тем самым выведя его из-под власти Пражского союза. Затем войска Жижки 4 августа победили вернувшуюся из маркграфства пражскую армию в сражении при Страуховом дворе. 

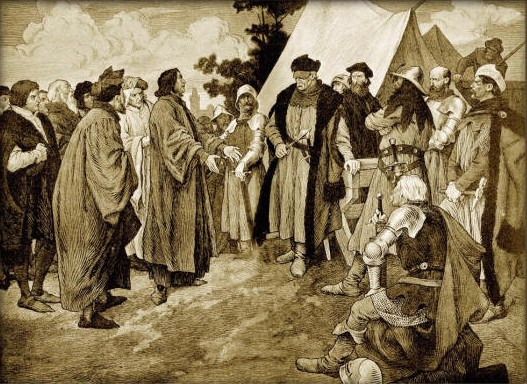
Венцеслав Черны. Ян Рокицана с посольством пражан в стане Я. Жижки

В середине октября 1423 года пражане созвали представителей умеренной чашницкой и католической знати в Праге на так называемый Святогавеловский сейм. Хотя в принятой на этом собрании резолюции никто не был упомянут, очевидно, что она была направлена в основном против Жижки. В разгоревшейся гражданской войне между гуситами пражская армия, подкреплённая отрядами чашников и католиков, 7 июня 1424 года потерпела поражение в сражении при Малешове. Три месяца спустя к Праге подошли войска Жижки, который решил свести счеты со своими противниками. Однако обращение богослова Яна Рокицаны и высокая сумма денег удержали его от кровопролития. Произошло примирение между гуситами, и через несколько дней они достигли взаимной договорённости о совместном походе в Моравию против войск герцога Альбрехта, зятя короля Сигизмунда.
Пражский союз сотрудничал с табортами и сиротами до 1434 года, а затем (кроме радикалов из Нове-Место) объединился с чашниками и католической знатью, которые были против продолжения войны, разорившей страну. Эта коалиция утраквистов и католиков разбила объединённые войска таборитов и сирот 30 мая в битве у Липан.

## Влияние

### Города, контролируемые Пражским союзом
- Старое место
- Новое место
- Коуржим Часлав
- Чески-Брод[чеш.]
- Мельник
- Литомержице
- Колин
- Литомишль
- Нимбурк
- Кутна-Гора

### Дворяне состоявшие на стороне Пражского союза
- Дивиш Боржек из Милетинека[чеш.]
- Гинек из Колштейна[чеш.]
- Ян Смиржицкий
- Вацлав Карда из Петровиц
- Ченек из Вартемберка[чеш.]